# Byträsk, Åland
Byträsk är en sjö i Geta kommun i Åland (Finland). Den ligger i den nordvästra delen av landskapet, 30 km norr om huvudstaden Mariehamn. Byträsk ligger 4 meter över havet. Den ligger på ön Fasta Åland. Arean är 29,5 hektar och strandlinjen är 4,1 kilometer lång. Sjön  ingår i Skärgårdshavets kustområde, Åland. 